# Ataques israelenses na Faixa de Gaza em março de 2025
Na noite de 18 de março de 2025, Israel lançou um ataque surpresa à Faixa de Gaza, pondo efetivamente fim ao cessar-fogo da guerra de Gaza de 2025. O ataque com mísseis e artilharia de Israel matou mais de 400 palestinos, incluindo 263 mulheres e crianças, tornando-se um dos mais mortíferos na guerra de Gaza. Com o nome de código Operação Poder e Espada (hebraico: מבצע עוז וחרב, Oz VaHerev) pelas Forças de Defesa de Israel (FDI), foi realizada em coordenação com os Estados Unidos.
Em 17 de Janeiro, foi alcançado um acordo para um cessar-fogo de 42 dias, tendo o acordo, que também prevê a libertação de reféns israelenses, sido então aprovado pelo gabinete de segurança de Israel numa votação à tarde. Mais tarde, no mesmo dia, o acordo recebeu a aprovação total do gabinete e foi assinado pelos seus negociadores. Pelo acordo, todos os reféns israelenses seriam libertados até o final da segunda fase e a guerra de Gaza terminaria permanentemente. Após o fim da primeira fase, a 1 de Março, o Hamas continuou a avançar para a segunda fase — tal como previsto no acordo de cessar-fogo original — enquanto Netanyahu e o governo Trump insistiram em renegociar os termos. Israel também se recusou a retirar-se de partes da Faixa de Gaza, apesar de ter concordado em fazê-lo no acordo de cessar-fogo. Além disso, durante o cessar-fogo, Israel matou mais de 140 palestinos na Faixa de Gaza. Em março, Israel impediu a entrada de todos os alimentos e medicamentos em Gaza; mais tarde, cortou a electricidade à principal central de dessalinização da Faixa de Gaza, cortando efectivamente o fornecimento de água. Estas ações foram consideradas crimes de guerra.
A nova ofensiva militar israelense afectou grandes áreas da Faixa de Gaza, incluindo a Cidade de Gaza, Khan Yunis e Rafah, e matou mais de 591 pessoas, na sua maioria mulheres e crianças, de acordo com o Ministério da Saúde de Gaza. Os ataques aéreos atingiram casas e incendiaram pelo menos um acampamento de tendas. Os hospitais estavam lotados de mortos e feridos. O governo de Israel declarou que os ataques tiveram como alvo figuras de liderança, comandantes militares de nível médio e a infraestrutura operacional do Hamas. Isto foi contestado por especialistas como Miranda Cleland da Defence for Children International e o ministro dos Negócios Estrangeiros espanhol José Manuel Albares, que acreditam que Israel "atacou indiscriminadamente" a Faixa de Gaza.    Várias famílias palestinas foram mortas em massa como resultado dos ataques.
O Hamas condenou os ataques como uma violação do cessar-fogo, acusando Israel de pôr em perigo os restantes reféns israelenses. Começou a responder militarmente aos ataques israelitas em 20 de março, quando disparou foguetes contra Tel Aviv.  O governo israelense disse que realizou o ataque em resposta à recusa do Hamas em estender o cessar-fogo por meio da libertação de mais reféns. O Hamas concordou com a segunda fase do acordo de cessar-fogo original, segundo o qual os reféns israelenses seriam libertados em troca do fim permanente da guerra de Gaza. O governo israelense não considerou o seu ataque uma violação do acordo de cessar-fogo, argumentando que não havia “automaticidade” entre as fases. A escalada atraiu grande atenção internacional, com o Conselho de Segurança das Nações Unidas a convocar uma sessão de emergência para abordar a crise.